# Oscarsgalan 1939
Oscarsgalan 1939 som hölls 23 februari 1939 var den 11:e upplagan av Oscarsgalan där det prestigefyllda amerikanska filmpriset Oscar delades ut till filmer som kom ut under 1938.

## Vinnare och nominerade
Vinnarna listas i fetstil.
| Enastående produktion | Bästa regi |
| --- | --- |
| - Komedin om oss människor - Robin Hoods äventyr - Alexanders ragtime band - Han som tänkte med hjärtat - Citadellet - Fyra döttrar - Den stora illusionen - Skandalen kring Julie - Pygmalion - Hjältar av idag | - Frank Capra – Komedin om oss människor - Michael Curtiz – Panik i gangstervärlden - Michael Curtiz – Fyra döttrar - Norman Taurog – Han som tänkte med hjärtat - King Vidor – Citadellet |
| Bästa manliga huvudroll | Bästa kvinnliga huvudroll |
| - Spencer Tracy – Han som tänkte med hjärtat - Charles Boyer – Algiers - James Cagney – Panik i gangstervärlden - Robert Donat – Citadellet - Leslie Howard – Pygmalion | - Bette Davis – Skandalen kring Julie - Fay Bainter – Det vita baneret - Wendy Hiller – Pygmalion - Norma Shearer – Marie Antoinette - Margaret Sullavan – Kamrater |
| Bästa manliga biroll | Bästa kvinnliga biroll |
| - Walter Brennan – Fullblod - John Garfield – Fyra döttrar - Gene Lockhart – Algiers - Robert Morley – Marie Antoinette - Basil Rathbone – Om jag vore kung | - Fay Bainter – Skandalen kring Julie - Beulah Bondi – Of Human Hearts - Billie Burke – Gentleman på luffen - Spring Byington – Komedin om oss människor - Miliza Korjus – Den stora valsen |
| Bästa berättelse | Bästa manus |
| - Han som tänkte med hjärtat – Eleanore Griffin och Dore Schary - Alexanders ragtime band – Irving Berlin - Panik i gangstervärlden – Rowland Brown - Blockad – John Howard Lawson - Full i 17 – Marcella Burke och Frederick Kohner - Hjältar av idag – Frank Wead | - Pygmalion – George Bernard Shaw, Ian Dalrymple, Cecil Lewis och W.P. Lipscomb - Han som tänkte med hjärtat – John Meehan och Dore Schary - Citadellet – Ian Dalrymple, Elizabeth Hill och Frank Wead - Fyra döttrar – Lenore J. Coffee och Julius J. Epstein - Komedin om oss människor – Robert Riskin |
| Bästa kortfilm (Enaktare) | Bästa kortfilm (Tvåaktare) |
| - That Mothers Might Live (MGM) - The Great Heart (MGM) - Timber Toppers (20th Century Fox) | - The Declaration of Independence (Warner Bros.) - Swingtime in the Movies (Warner Bros.) - They're Always Caught (MGM) |
| Bästa animerade kortfilm | Bästa adapterad musik |
| - Tjuren Ferdinand – Walt Disney - Jättens överman – Walt Disney - Mamma gås i Hollywood – Walt Disney - Kalle Anka blir scout – Walt Disney - Hunky och Spunky (Paramount) | - Alexanders ragtime band – Alfred Newman - Vi ses igen! – Victor Baravalle - Alla flickors dröm – Morris Stoloff och Gregory Stone - Goldwyn Follies – Alfred Newman - Skandalen kring Julie – Max Steiner - Full i 17 – Charles Previn och Frank Skinner - Revolt i Bengalen – Cy Feuer - Kärleksduetten – Herbert Stothart - En flicka överbord – Marvin Hatley - Tropiska nätter – Boris Morros - Hela familjen på vift – Franz Waxman |
| Bästa originalmusik | Bästa sång |
| - Robin Hoods äventyr – Erich Wolfgang Korngold - Sista brigaden – Victor Young - Blockad – Werner Janssen - Skrattar bäst som skrattar sist – Marvin Hatley - En tjuvpojke på äventyr – Victor Young - En cowboy och en lady – Alfred Newman - Om jag vore kung – Richard Hageman - Marie Antoinette – Herbert Stothart - Myteri under däck – Robert Russell Bennett - Suez – Louis Silvers - Hela familjen på vift – Franz Waxman | - "Thanks for the Memory" från Radioparaden 1938 – Musik av Ralph Rainger; Text av Leo Robin - "Always and Always" från Mannekäng – Musik av Edward Ward; Text av George Forrest och Robert Wright - "Change Partners" från Vi ses igen! – Musik och Text av Irving Berlin - "The Cowboy and the Lady" från En cowboy och en lady – Musik av Lionel Newman; Text av Arthur Quenzer - "Dust" from En cowboy i Washington – Musik och Text av Johnny Marvin - "Jeepers Creepers" från Hoppla vi rider! – Musik av Harry Warren; Text av Johnny Mercer - "Merrily We Live" från Gentleman på luffen – Musik av Phil Charig; Text av Arthur Quenzer - "A Mist Over the Moon" från The Lady Objects – Musik av Ben Oakland; Text av Oscar Hammerstein - "My Own" från Första svärmeriet – Musik av Jimmy McHugh; Text av Harold Adamson - "Now It Can Be Told" från Alexanders ragtime band – Musik och Text av Irving Berlin |
| Bästa scenografi | Bästa foto |
| - Robin Hoods äventyr – Carl Jules Weyl - Tom Sawyers äventyr – Lyle R. Wheeler - Alexanders ragtime band – Bernard Herzbrun och Boris Leven - Algiers – Alexander Toluboff - Vi ses igen! – Van Nest Polglase - Goldwyn Follies – Richard Day - En friare i socitetén – Stephen Goosson och Lionel Banks - Om jag vore kung – Hans Dreier och John B. Goodman - Full i 17 – Jack Otterson - Marie Antoinette – Cedric Gibbons - Gentleman på luffen – Charles D. Hall | - Den stora valsen – Joseph Ruttenberg - Algiers – James Wong Howe - Sista brigaden – Ernest Miller och Harry J. Wild - Sjörövarnas konung – Victor Milner - Skandalen kring Julie – Ernest Haller - Full i 17 – Joseph A. Valentine - Gentleman på luffen – Norbert Brodine - Suez – J. Peverell Marley - Hans hemliga fru – Robert De Grasse - Komedin om oss människor – Joseph Walker - Hela familjen på vift – Leon Shamroy |
| Bästa ljudinspelning | Bästa klippning |
| - En cowboy och en lady – Thomas T. Moulton (United Artists Studio Sound Department) - Sista brigaden – Charles L. Lootens (Republic Studio Sound Department) - Fyra döttrar – Nathan Levinson (Warner Bros. Studio Sound Department) - Om jag vore kung – Loren L. Ryder (Paramount Studio Sound Department) - Gentleman på luffen – Elmer Raguse (Hal Roach Studio Sound Department) - Kärleksduetten – Douglas Shearer (MGM Studio Sound Department) - Suez – Edmund H. Hansen (Fox Studio Sound Department) - Första svärmeriet – Bernard B. Brown (Universal Studio Sound Department) - Hans hemliga fru – James Wilkinson (RKO Radio Studio Sound Department) - Komedin om oss människor – John P. Livadary (Columbia Studio Sound Department) | - Robin Hoods äventyr – Ralph Dawson - Alexanders ragtime band – Barbara McLean - Den stora valsen – Tom Held - Hjältar av idag – Tom Held - Komedin om oss människor – Gene Havlick |

### Heders-Oscar
- Harry M. Warner, för sina patriotiska tjänster i produktionen av historiska kortfilmer som uppvisar betydande episoder i den tidiga kampen av det amerikanska folket för frihet.
- Walt Disney, för skapandet av Snövit och de sju dvärgarna som har banat väg för en ny stor underhållningsområde för tecknade filmer.
- Oliver T. Marsh och Allen M. Davey, för färgfotot i Kärleksduetten
- Gordon Jennings, Jan Domela, Devereaux Jennings, Irmin Roberts, Art Smith, Farciot Edouart, Loyal Griggs, Loren L. Ryder, Harry D. Mills, Louis Mesenkop och Walter Oberst, för specialeffekterna i Männen från havet
- Arthur Ball, för sitt enastående bidrag till utvecklingen av färg i filmfoto.

### Academy Juvenile Award
- Deanna Durbin och Mickey Rooney för deras betydelsefulla bidrag att personifiera ungdomlig anda på filmduken.

### Irving G. Thalberg Memorial Award
- Hal B. Wallis

### Filmer med flera nomineringar
- 7 nomineringar: Komedin om oss människor
- 6 nomineringar: Alexanders ragtime band
- 5 nomineringar: Han som tänkte med hjärtat, Fyra döttrar, Skandalen kring Julie och Gentleman på luffen
- 4 nomineringar: Robin Hoods äventyr, Citadellet, Pygmalion, Algiers, Marie Antoinette, Om jag vore kung och Full i 17
- 3 nomineringar: Hjältar av idag, Panik i gangstervärlden, Den stora valsen, Vi ses igen!, Hela familjen på vift, Sista brigaden, En cowboy och en lady och Suez
- 2 nomineringar: Blockad, Goldwyn Follies, Kärleksduetten, Första svärmeriet och Hans hemliga fru

### Filmer med flera priser
- 3 priser: Robin Hoods äventyr
- 2 priser: Komedin om oss människor, Han som tänkte med hjärtat och Skandalen kring Julie